# Черниш (Україна)
Черни́ш — село в Україні, у Седнівській селищній громаді Чернігівського району Чернігівської області за 20 км від райцентру.
На території села розташовані 9-річна школа, фельдшерсько-акушерський пункт, будинок культури, бібліотека. Уродженцем Черниша є Герой Радянського Союзу А. С. Юрченко. 1980 встановлено надгробок на братській могилі радянських воїнів, полеглих 1943 року під час визволення села від фашистської окупації. Обеліск (1980) у пам'ять про воїнів-односельців, що загинули (160 чол.) на фронтах Німецько-радянської війни.

## Археологічні розвідки
Поблизу села виявлені поселення епохи бронзи і ранньозалізної доби та ранньослов'янські та періоду Київської Русі (1-5 ст. та 9-13 ст.)

## Герб і прапор
Сесія Черниської сільської ради 22 березня 2017 року затвердила Герб та Прапор черниської громади.
Опис герба: у зеленому щиті срібна підкова, всередині якої золотий хрест. Над підковою — зображення кулика-черниша (білий птах з чорними крилами та чорною головою). Герб є промовистим. Щит обіймає золотий бароковий картуш. Над щитом — сільська корона з золотих колосків, обабіч щита — два білих коня, під щитом — золота стрічка з написом чорними літерами «Черниш».
Ця символіка віддзеркалює походження назви села з часів Козацької України. За переказами поселення було засноване козаками, що оселились в цій місцевості в кінці XVII — на початку XVIII століття, а походження назви краєзнавці села пов'язують із Генеральним суддею Чернишем І. Ф.
Хрест — символ віри та підкова як символ щастя були поширеними емблемами на Гетьманщині. Зелений колір уособлює географічне розташування села на Чернігівському Поліссі, життя, добробут та багатство. Сільська корона, коні-щитотримачі символізують статус населеного пункту та головні галузі господарства у яких зайняті мешканці територіальної громади — землеробство, скотарство, конярство.
Прапор: у квадратному зеленому полотнищі — срібна підкова, всередині якої золотий хрест.

## Черниський оберіг
Знаходиться на колишній вулиці Щорса, біля старого кладовища.
У 1940 році Йовенко Григорій Іванович, мешканець села, повернувся із радянсько-польської війни і задумав поставити хреста-оберега. Громада села доручила зробити йому це, як найкращому теслі села. У 1941 році Григорій пішов на війну, а у 1943 році загинув. Його донька, Федора Григорівна, яка лишилася живою після війни, повідала цю історію місцевим краєзнавцям.
У 2000 році на прохання односельців хрест реставрував Акуленко Микола Олександрович — хрещеник Федори Григорівни. Він був піднятий вище, бо майже вріс в землю, похилився. З року в рік жителі села Черниш прибирають біля нього, вішають вишиваного рушника, насаджують квіти.

## Населення

### Мова
Розподіл населення за рідною мовою за даними перепису 2001 року:
| Мова       | Кількість | Відсоток |
| ---------- | --------- | -------- |
| українська | 514       | 97.16 %  |
| російська  | 15        | 2.84 %   |
| Усього     | 529       | 100 %    |

## Церква
Із 2002 року в селі діє церква. Вона розташувалася в приміщенні сільради, а сільрада переїхала в приміщення колгоспу. Священник церкви приїздить на службу із сусіднього села Клочків.

## Галерея

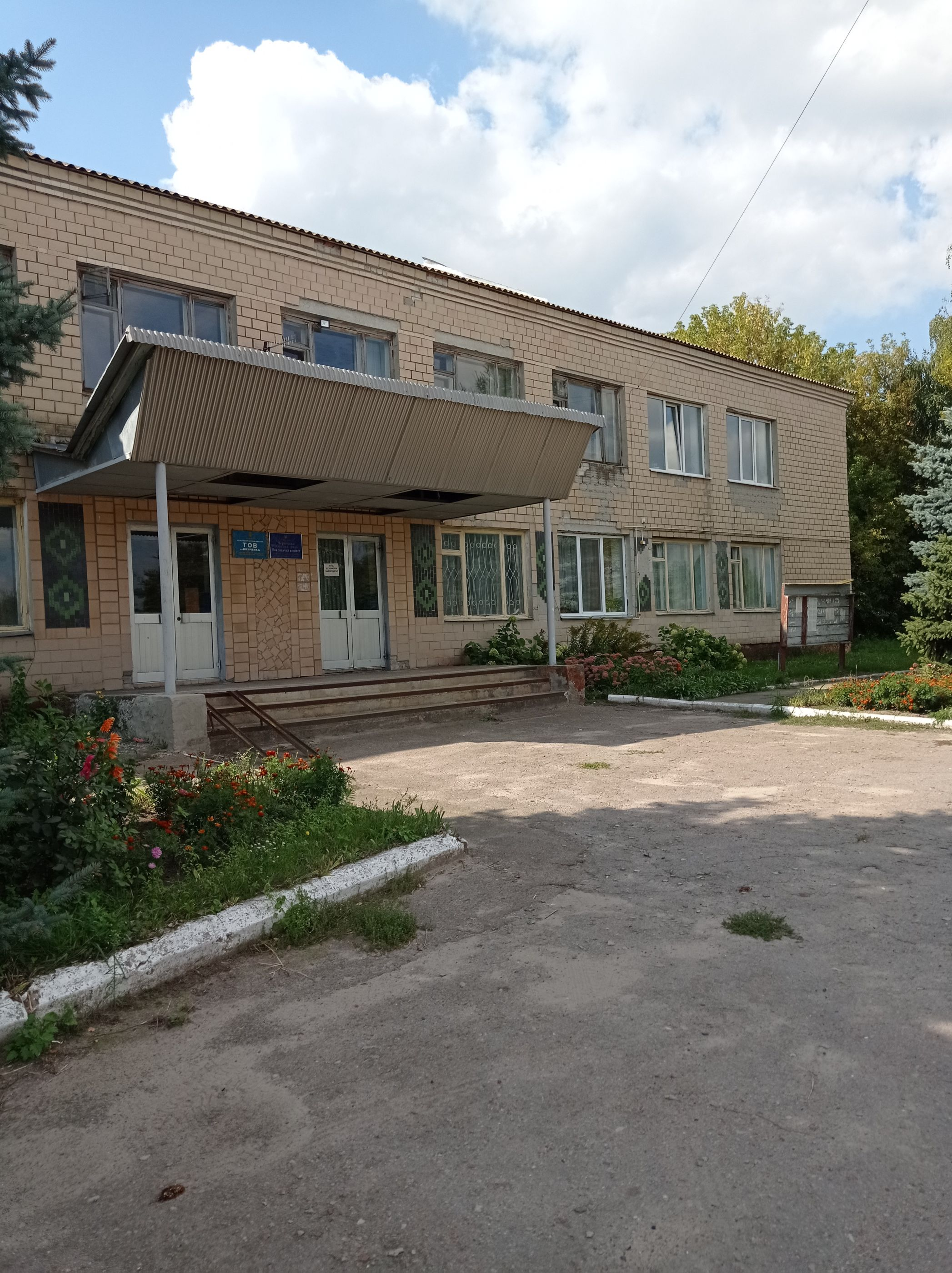
Сільрада
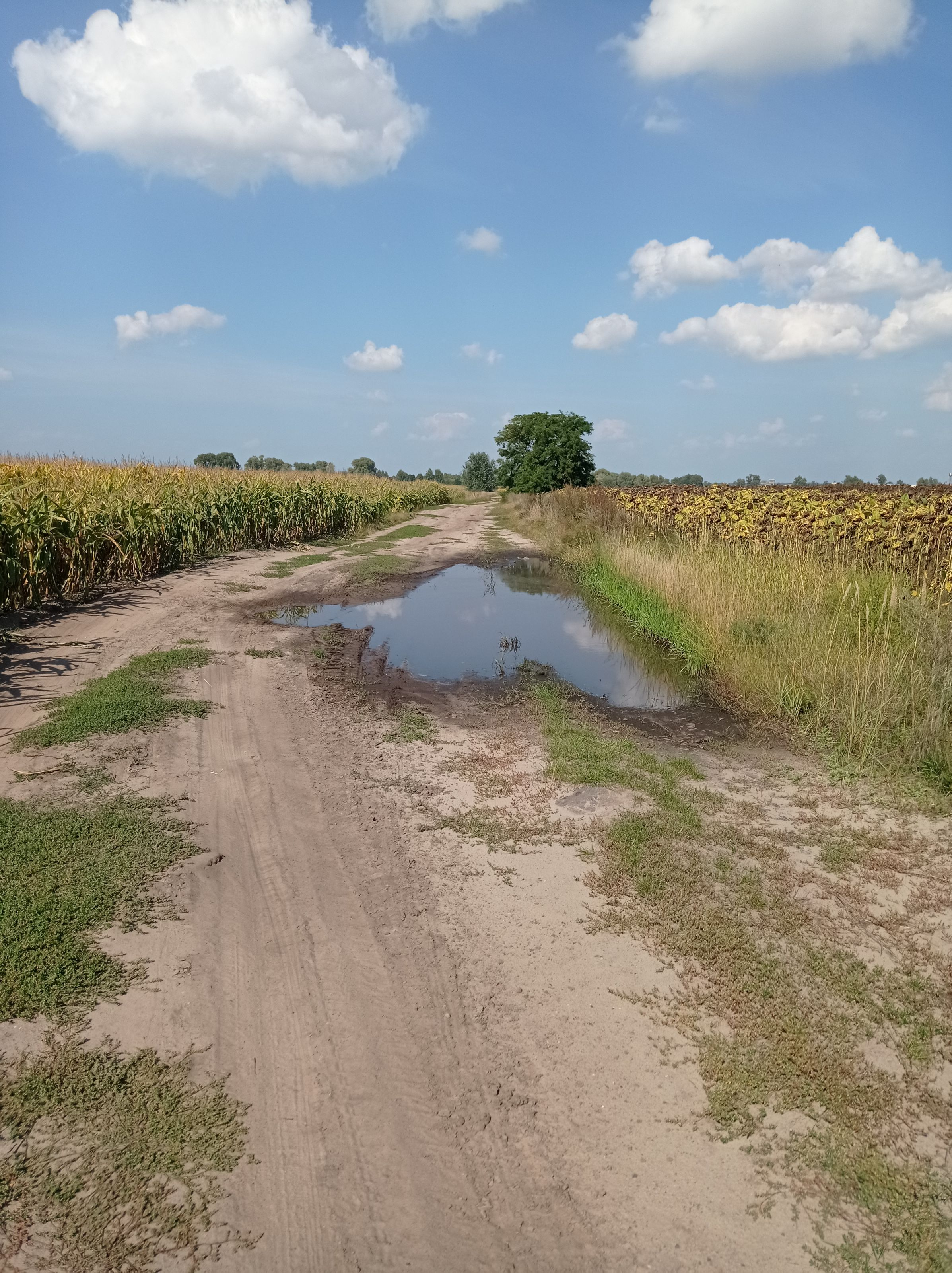
Грунтова дорога до села від траси Чернігів-Седнів